# Хајтовка
Хајтовка (слч. Hajtovka) насељено је мјесто са административним статусом сеоске општине (слч. obec) у округу Стара Љубовња, у Прешовском крају, Словачка Република.

## Становништво
| Година:    | 1994. | 2004.    | 2014.    | 2024.   |
| ---------- | ----- | -------- | -------- | ------- |
| Број људи: | 109   | 91       | 76       | 75      |
| Разлика:   |       | -16,51 % | -16,48 % | -1,31 % |

| Година:    | 2023. | 2024.   |
| ---------- | ----- | ------- |
| Број људи: | 69    | 75      |
| Разлика:   |       | +8,69 % |

Према подацима о броју становника из 2024. године насеље је имало 75 становника.